# Gouvernement Dombrovskis II
 (septembre 2023).
Si vous disposez d'ouvrages ou d'articles de référence ou si vous connaissez des sites web de qualité traitant du thème abordé ici, merci de compléter l'article en donnant les références utiles à sa vérifiabilité et en les liant à la section « Notes et références ».
République de Lettonie
Dombrovskis I Dombrovskis III
Le gouvernement Dombrovskis II (Dombrovska 2. Ministru kabinets) est le gouvernement de la République de Lettonie du 3 novembre 2010 au 25 octobre 2011, durant la dixième législature de la Diète.

## Coalition
Dirigé par le Premier ministre conservateur sortant Valdis Dombrovskis, il est soutenu par une coalition de centre droit entre Unité et l'Union des verts et des paysans (ZZS), qui disposent ensemble de 55 députés sur 100 à la Diète.
Il a été formé à la suite des élections législatives du 2 octobre 2010, et succède au gouvernement Dombrovskis I, formé par la Nouvelle Ère (JL), l'Union des verts et des paysans (ZZS), Pour la patrie et la liberté (TB/LNNK) et l'Union civique (PS), ainsi que le Parti populaire (TP) pendant un an. Il a été remplacé par le gouvernement Dombrovskis III, à la suite des élections législatives anticipées du 17 septembre 2011.

## Composition
| Portefeuille | Nom | Nom | Nom                                  | Parti |
| --- | --- | --- | ------------------------------------ | ----- |
| Premier ministre                                                                                                   |     |     | Valdis Dombrovskis                   | Unité |
| Vice-Premier ministre Ministre de la Défense                                                                       |     |     | Artis Pabriks                        | Unité |
| Ministre des Affaires étrangères                                                                                   |     |     | Ģirts Valdis Kristovskis             | Unité |
| Ministre des Affaires économiques                                                                                  |     |     | Artis Kampars                        | Unité |
| Ministre des Finances                                                                                              |     |     | Andris Vilks                         | Unité |
| Ministre de l'Intérieur                                                                                            |     |     | Linda Mūrniece (jusqu'au 06/06/2011) | Unité |
| Ministre de l'Intérieur                                                                                            |     |     | Aigars Štokenbergs (intérim)         | Unité |
| Ministre de l'Éducation et de la Science                                                                           |     |     | Rolands Broks                        | ZZS   |
| Ministre de la Culture                                                                                             |     |     | Sarmīte Ēlerte                       | Unité |
| Ministre du Bien-être social                                                                                       |     |     | Ilona Jurševska                      | ZZS   |
| Ministre des Transports                                                                                            |     |     | Uldis Augulis                        | ZZS   |
| Ministre de la Justice                                                                                             |     |     | Aigars Štokenbergs                   | Unité |
| Ministre de la Santé                                                                                               |     |     | Juris Bārzdiņš                       | Unité |
| Ministre de l'Environnement Ministre de la Protection de l'environnement et du Développement régional (01/01/2011) |     |     | Raimonds Vējonis                     | ZZS   |
| Ministre de l'Agriculture                                                                                          |     |     | Jānis Dūklavs                        | ZZS   |